# 3×4
3×4 fue un concurso de televisión emitido en directo por Televisión Española, para el circuito catalán en 1986, y en La Primera entre el 11 de enero de 1988 y el 14 de septiembre de 1990 (durante un tiempo se emitió por La 2 para relanzar dicho canal), siempre desde los estudios de San Cugat del Vallés en Barcelona, con dirección de Sergi Schaaff y Josep Maria Vidal. Un buen número de programas se grabó en los Estudios Ideal, de la calle Wad Ras (hoy Dr. Trueta) de Barcelona. El título hacía referencia a las proporciones de una pantalla de televisión de la época, 3 de alto por 4 de ancho. El programa se desarrollaba en directo, excepto ciertas entrevistas y actuaciones de artistas invitados, que se grababan con antelación.

## Equipo

### Presentadores
La etapa inicial del programa se produjo en catalán y para Cataluña y se inició el 13 de enero de 1986, fecha del inicio de las emisiones de la televisión matinal en España. El 3x4 inicial era un magacín con secciones como taller de estética, consultorio de cocina, series y algún concurso. El 11 de enero de 1988 el programa pasó a emitirse para toda España con un nuevo formato que mezclaba concurso y magacín. Una presentadora conducía el programa de manera relajada a lo largo de los 60 minutos de duración. Su misión consistía en plantearle juegos al concursante, realizar las entrevistas, dar paso a los vídeos solicitados por los espectadores, atender a los concursantes del Tablero de la suerte, etc. El programa se emitió ininterrumpidamente, por lo que en épocas vacacionales la presentadora era sustituida por un presentador suplente. 
- Jordi Hurtado (para Cataluña, 1986-1987)
- Julia Otero (1988-1989, del 11/01/1988 al 4/04/1989)
- Constantino Romero (suplente en vacaciones de Julia Otero, del 1/08/1988 al 2/09/1988)
- Isabel Gemio (1989-1990, del 4/04/1989 al 14/09/1990)
- Jordi González (suplente en vacaciones de Isabel Gemio, del 8/01/1990 al 12/01/1990 y del 18/06/1990 al 13/07/1990)
- Xavier Ubach (voz en off 1988-1990; suplente durante una baja médica de Isabel Gemio el día 30/05/1990)

### Asistentes de la presentadora
El programa contó por regla general con dos azafatas o asistentes de la presentadora cuyo cometido era acompañar a los concursantes en su entrada o salida del programa, girar las casillas en el tablero de la suerte, acercar objetos necesarios para las pruebas, mostrar los premios que se llevaban los concursantes o recordar los apartados de correos a los que debían escribir los espectadores para las diferentes secciones del programa. A este último respecto, se hizo famoso el latiguillo "cero ocho cero ochenta", correspondiente al código postal de Barcelona. María Turner y Arantza Sinobas fueron las azafatas de la etapa de Julia Otero y con el cambio de presentadora llegaron Silvia Rullán y Mapi Rodríguez en abril de 1989 como azafatas de Isabel Gemio. La fatalidad quiso que Silvia falleciera en octubre de ese mismo año en un accidente de coche y Mapi permaneció como única azafata del programa. Días después, el programa incorporó a un chico, Roberto Julián, asegurando que Silvia era insustituible. Ya en la etapa final del programa, Roberto abandonó el espacio y su puesto fue ocupado por Belén Quílez. 
- María Turner (1988-1989)
- Arantza Sinobas (1988-1989)
- Silvia Rullán (1989)
- Mapi Rodríguez (1989-1990)
- Roberto Julián (1989-1990)
- Belén Quílez (1990)

### Comodines
Para compensar los errores del concursante, este disponía de varios comodines en función de los puntos que necesitara para conseguir su premio. A lo largo de la historia del programa hubo dos personas encargadas de lanzar los comodines.
- Susana Egea (1988-1990)
- Sergio C. Martínez (1990)

## Historia
3×4 (estilizado como Tr3s per qu4tre) comenzó a emitirse el 13 de enero de 1986 en el circuito catalán de TVE, justo el día que arrancaba la programación matinal en España. Contó con la presentación de Jordi Hurtado y se emitía por TVE 1 de 12:35 a 13:30. Era un magacín con varias secciones fijas e incluía, además, el capítulo de una serie. Entre las series que se emitieron, destacan El vividor, Ana Karenina o La Barnice es talla els cabells. 
El salto del programa a las emisiones nacionales, ya como Tres por cuatro, se produjo en enero de 1988 y a raíz de eso, logró hacerse popular en todo el país. Se emitía de lunes a viernes de 13:30 a 14:30 en TVE 1 con el formato de concurso-magacín. En un principio, según declaraciones de Julia Otero para la revista Tele Indiscreta en 1988, no tenían decidido hasta el último momento el nombre definitivo del espacio y se había pensado en Y, además, un coche. Tal fue el retraso en decidir su nombre definitivo que, en su primera semana de emisión, aunque TVE facilitó a la revista Tele Indiscreta los contenidos, estructura y funcionamiento del espacio, no pudo facilitar el título y esta tuvo que cerrar su edición anunciándolo en sus páginas de programación con el título genérico de 'Concurso' (La revista en aquella época, sin contraprogramación, cerraba su edición un viernes ofreciendo la parrilla de la programación a partir del sábado de la semana siguiente). Tras decidir su nombre definitivo, el título provisional de Y, además, un coche pasó a ser conocido como el eslogan del concurso.
En el primer programa, para ilustrar el mecanismo del concurso, se mostraron imágenes pregrabadas de un concursante ficticio, Juanjo Cardenal y al día siguiente, con motivo de la emisión del segundo programa, el primer concursante del programa resultó ser Constantino Romero mientras que se contó con la presencia telefónica de Javier Sardà emulando al Señor Casamajor como primer concursante del Tablero de la Suerte. En aquella edición, el valor económico de los premios del programa se cedió al cottolengo del padre Jacint Alegre de Barcelona.
El espacio 3x4 sirvió para lanzar a la fama a Julia Otero, primera presentadora de la versión para toda España, que se convirtió en una de las caras más carismáticas de la cadena, presentando un programa de sobremesa, algo insólito para la época. Gracias a este programa Julia ganó un premio TP de Oro a la mejor presentadora de 1988. Julia Otero compaginaba este programa con un magacín de entrevistas para el circuito catalán titulado La lluna. En abril de 1989, TVE decidió pasar el programa a la televisión nacional para la noche de los martes en directo. Este nuevo horario le hacía imposible continuar al frente de 3×4, por lo que se vio obligada a abandonarlo.
Así, Julia Otero, emocionada por la despedida, dio la alternativa a Isabel Gemio el 4 de abril de 1989 en una entrega que comenzó presentando Otero y, tras la presentación de Gemio, concluyó presentando esta última. Esta presentadora también fue lanzada a nivel nacional gracias a 3×4. Durante la etapa de Isabel Gemio se produjeron los primeros cambios importantes en el plató y, sobre todo, en la sintonía del programa, creada por Rafa Eduardo.
El 30 de octubre de 1989 el programa pasó a emitirse de 14:00 a 15:00 por TVE 2, dentro de una estrategia planteada por TVE para reforzar la programación de la segunda cadena de cara a la inminente irrupción de las televisiones privadas. El 15 de enero de 1990 con motivo del segundo aniversario del programa y del retorno de Isabel Gemio tras una semana de vacaciones se estrenó un nuevo decorado y una nueva sintonía, creada también por Rafa Eduardo. Además se reemplazó a Susana Egea por un joker o diablillo que contabilizaba los comodines y se incrementaron los premios del tablero de la suerte.
A partir del 2 de abril de 1990 el concurso regresó a TVE 1 con cambio de horario, por las tardes, de 19:20 a 20:15 y de lunes a jueves. Hubo un pequeño ajuste de cara al verano, ya que el espacio pasó a emitirse de 19:00 a 20:00 y nuevamente de lunes a viernes. Los continuos cambios de horario de la última etapa no permitieron fidelizar a la audiencia y el programa inició una rápida decadencia.
Un último presentador, el entonces desconocido Jordi González, pasó por el programa pocos meses antes de que el concurso tocara a su fin. A diferencia de sus predecesoras, por el poco tiempo que pasó entre su debut y despedida, ya que solo estuvo en el programa para sustituciones temporales de Isabel Gemio en enero y junio de 1990, y por el descenso de audiencia del programa, 3×4 no significó el lanzamiento de Jordi González, que tuvo que esperar a trabajos posteriores para lograr la popularidad.
La última emisión de 3x4 tuvo lugar el 14 de septiembre de 1990 y fue una emisión especial sin concursante en la que Isabel Gemio entrevistó a tres mujeres de gran popularidad en aquel momento: Julia Otero, Mercedes Milá y Rocío Jurado.

## Estructura

### Los puntos
El programa era una atípica mezcla de concurso y magacín. Para concursar había que escribir una carta en la que, además de los datos personales, se indicara claramente un premio que le gustaría ganar, pudiendo elegir cualquier cosa que se le ocurriera. Hubo gente que pidió desde un set de micrófonos inalámbricos hasta una caravana, pasando por un viaje de fin de curso para sus alumnos, una serie completa de uniformes para una banda de música, un juego completo de pesas de gimnasio o incluso un cuadro del pintor Modest Cuixart.
De resultar elegido, el concursante entraría en plató y se colocaría sentado tras un atril. Dependiendo del valor económico del regalo escogido, se le asignaría una valoración en puntos. En el atril del concursante se reflejaría a un lado el número de puntos necesario para ganar el premio. El marcador era de dos cifras, por lo que pocas veces se superó la cifra de 99 puntos, y la media estaba muy por debajo, solía ir entre 12 y 25 puntos. Sin embargo, a veces la cifra podía ser superior o inferior a estas cifras, e incluso en ocasiones, muy raras, se necesitaron más de 100 puntos para conseguir el premio, momentos en los cuales un rótulo se sobreimpresionaba sobre el marcador para suplir la limitación de dos cifras. Al otro lado del atril, otro marcador indicaba los puntos que había obtenido hasta el momento. Sin embargo, en los programas previos antes de tomar la decisión de hacer aparecer el rotulo con la sobreimpresión, simplemente una azafata colocaba una cartulina con el número '100' escrito en ella junto al marcador.
Para conseguir acumular puntos, había que ir superando las pruebas y preguntas que le propusiera el programa. Tales retos vendrían de dos caminos: las consultas y el panel de juegos. Solía alternarse una consulta y una prueba de panel a lo largo del programa. La superación de cada prueba solía valer 1 o 2 puntos. Si lograba todos los puntos, momento en el cual los dos marcadores se igualaban, además de ganar el premio elegido, el concursante pasaría a las pruebas del coche.
El concursante se quedaría tantos programas como fuera necesario hasta que ganara los premios o bien fuera eliminado. En el mismo momento en que concluyera su paso por el programa en uno u otro sentido, era sustituido por un nuevo concursante. La estructura estaba hecha de tal forma que nadie se iba del programa de vacío, todos los que participaban en 3×4 se llevaban algún premio, fuera cual fuera el rumbo que tomaran en la competición, y de la misma forma todos optaban a ganar un coche, ganaran o perdieran en el concurso principal.

### Los comodines
Según el número de puntos que costara el premio, se le asignaba al concursante una cantidad de comodines, que permitían al concursante fallar en una prueba, gastando con ello un comodín y ganando la puntuación correspondiente a si hubiese ganado. Si el concursante llegaba a la situación de quedarse sin comodines y fallaba una vez más, quedaba eliminado del concurso, y se le permitía jugar al Tablero de la Suerte. 
Se hizo famosa Susana Egea como la chica que tiraba abajo los comodines, en forma de cartas gigantes que le tapaban hasta la cara. Aparecía con algún tipo de disfraz ligeramente picante si es que el concursante perdía el último de los mismos, y era un evento el momento de la pérdida del último comodín saber de qué iría disfrazada en aquella ocasión. Susana abandonó el programa en 1989, y fue sustituida por Sergio C. Martínez, un actor disfrazado de arlequín que tiraba o rompía cartas comunes y se encontraba en directo en plató cada día en los lugares más recónditos. Este último no alcanzó la repercusión de Susana.
Nunca explicaron cuál era la norma exacta para determinar cuántos comodines otorgaban al concursante, pero más o menos siempre tenían un comodín por cada cinco o seis puntos que fuesen necesarios para conseguir el regalo. Una explicación posterior aclara que de 1 a 5 puntos era un comodín, de 6 a 10 eran 2 comodines, de 11 a 19 eran 3, y a partir de los 20 puntos, cada 5 puntos era un comodín más.

### Las consultas
Los espectadores podían hacer preguntas sobre el tema que quisieran al programa. Podían hacerlo por carta o bien llamando al contestador automático. Contestando estas consultas, el programa emitía reportajes sobre el tema, o hacía una entrevista a un experto o personaje famoso relacionado, o bien emitían un video o actuación musical si la consulta era acerca de un cantante o grupo.
Una vez concluida la entrevista, reportaje o actuación, una voz en off le formulaba al concursante una pregunta relacionada con lo que había visto u oído. Había que tener muy buena observación y memoria y estar atento a todo para poder contestar correctamente y ganar la puntuación correspondiente.
A cada consultante se le asignaba un número en el momento de la entrada de la consulta. Con los números de todos los consultantes que hubiesen entrado al programa en un mes, se sorteaba en el primer programa del mes siguiente un coche.

### El panel de monitores
Tras la presentadora había un panel con nueve monitores numerados. Detrás de cada uno de estos nueve monitores se escondía un pequeño juego que el concursante debía superar para obtener puntos. Una vez abierta una casilla, se quedaba abierta hasta que las nueve casillas se hubiesen abierto, o bien se cambiara de concursante, momento en el cual se estrenaría un nuevo panel.
Los juegos eran muy variados y de distintas clases, y solían requerir que el concursante mirara a una pantalla situada a su izquierda para ver el manejo. Podían ser refranes con fugas de vocales, encontrar lo que se ha repetido en una serie de cosas dichas por el presentador, encontrar las siete diferencias entre dos imágenes, contar elementos presentes en una serie, etc. Eran juegos típicos de una página de pasatiempos.

### Las pruebas del coche
En el momento en que el concursante obtuviese todos los puntos y por tanto ganara el premio escogido, se le hacía pasar una prueba cuyo premio final era un coche. Tenía dos oportunidades, la prueba de los tres teléfonos, y si la fallaba, la prueba de la ruleta.

#### La prueba de los tres teléfonos
Al concursante se le formulaba una pregunta de elevada dificultad relacionada con una localidad española concreta. Para poder responderla, contaría con la ayuda de tres teléfonos, con los que podría hacer una única llamada en cada uno, se contaba como llamada sólo si la otra persona cogía el teléfono; si comunicaba se le permitía volver a llamar al mismo número o a cualquier otra parte.
Contaba también con la ayuda de todas las guías de teléfonos y Páginas Amarillas de España, colocadas en una estantería bajo los teléfonos. Tendría un minuto de ventaja para consultar a quién llamar, y después tendría siete minutos para que alguien al otro lado del teléfono le diera la respuesta correcta a la pregunta. Si lo conseguía, ganaría el coche. En caso contrario pasaría a la siguiente prueba.

#### La prueba de la ruleta
En caso de fallar la prueba de los tres teléfonos, se llevaba al concursante frente al panel de monitores, y en él comenzaban a desfilar a toda velocidad distintas cantidades de dinero entre 10.000 y 80.000 pesetas, y un coche, recorriendo todas las pantallas por orden.
Al concursante se le daría un pulsador y se le pondría de espaldas al panel. Debía, guiándose por su intuición y sin mirar a las pantallas, pulsar el botón en el momento oportuno para detenerlas, y ganaría el premio que estuviese reflejado en la pantalla central. Podía ser la cifra económica o el coche.

### El tablero de la suerte
Este era un juego de consolación para los concursantes que fallaban una prueba tras perder todos los comodines, y que por tanto ni ganaban el premio escogido ni optaban al coche de la forma habitual. Sin embargo se hizo más famoso por "la llamada inmediata", por la cual el programa llamaba a casa de un espectador que previamente hubiese enviado una postal elegida por sorteo. Había dos llamadas inmediatas al día, por tanto dos veces al día como mínimo aparecía el tablero de la suerte.
En un gran tablero de 64 casillas divididas en 8 columnas de la A a la H y 8 filas del 1 al 8 (en los primeros meses, el tablero sólo tenía 6 filas, y la numeración era al revés, las filas de la A a la F y las columnas del 1 al 8, por tanto 48 casillas), el concursante debía abrir tres casillas. Detrás había diversos premios en metálico que iban entre 25.000 y 100.000 pesetas. Una de las casillas en todo el tablero escondía un coche. Una vez abiertas las tres casillas, ganaría todo lo contenido en ellas.
En la etapa que dio comienzo el 15 de enero de 1990 también había casillas con el logo del programa, que además de darle 200.000 pesetas, permitían abrir una casilla extra. Las casillas permanecían abiertas programa tras programa y las cerradas no cambiaban su situación hasta que saliera el coche, momento en el que se ponía un tablero nuevo (si un concursante conseguía el coche en la primera o segunda tirada, se le permitía abrir las casillas que le quedaran para completar su jugada antes de cambiar el tablero). Al haber con cada jugada cada vez más casillas abiertas, las casillas por descubrir eran cada vez menos, y por tanto la posibilidad de ganar el coche iba en aumento con el paso de las jugadas.

## Premios
Julia Otero recibió el Premio TP de Oro (1988) correspondiente a la categoría de Mejor Presentadora de TV por su labor al frente del programa.

## Logotipos
El programa ha tenido dos logotipos. El primero de ellos se utilizó en los primeros meses del programa, y es el nombre del programa en letras doradas con una ligera inclinación tridimensional y con las letras formando una escalera descendente, el 3 en la parte superior, la X en la parte central, y el 4 en la parte inferior.
En los últimos meses de Julia Otero, el logotipo se renovó, utilizándose un diseño innovador y muy apropiado en aquella época. Se usó un 3 utilizando un triángulo en su parte superior y los colores básicos rojo, azul y amarillo estaban presentes en cada parte del logo (en la "X" y el 4). El logotipo fue un recurso que se usó para decorar el plató.